# Orlen Lietuva
Orlen Lietuva (в прошлом Mažeikių nafta — Мажейкю нафта, Мажейкяй нафта)  — литовская нефтяная компания, одна из крупнейших компаний Литвы. 
В группу Orlen Lietuva входит нефтекомплекс, состоящий из Мажейкяйского НПЗ, Бутингского терминала и Биржайского нефтепровода, а также компании Ventus nafta, торгового дома Mazeikiu nafta, Paslaugos tau, Emas, Naftel. 
100 % акций Orlen Lietuva принадлежат польской компании PKN Orlen. Компания владеет единственным НПЗ в Прибалтике — Мажейкяйским НПЗ.
Штаб-квартира — в городе Мажейкяй. Главный офис и регистрационный адрес компании расположен 17 км к западу от Мажейкяй, в селе Юодейкяй (Лянкимайское староство).

## История

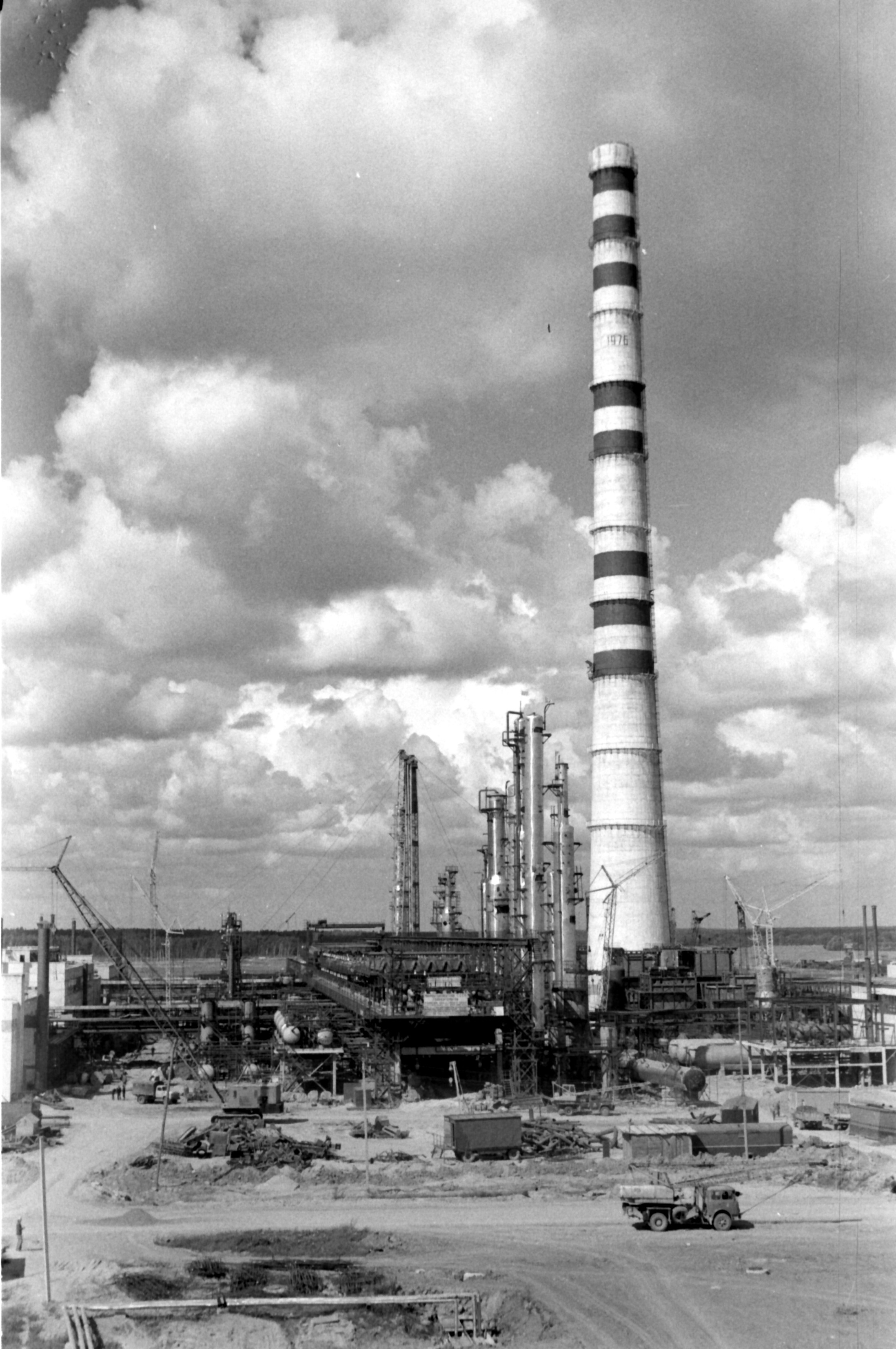
Мажейкский НПЗ в 1979 г.

Компания «Mažeikių nafta» создана в 1995 году путём приватизации государственного предприятия «Нафта». 
Торговая деятельность контролируется через предприятие «Торговый дом Мажейкю нафта» (Mažeikių nafta prekybos namai).
Планы
Глава PKN Orlen Петр Ковнацкий строит планы строительства нефтепродуктопровода стоимостью $100 млн, который соединит принадлежащий НПЗ Mazeikiu Nafta с терминалом в Клайпеде. Эти намерения подтвердили гендиректор Mazeikiu Nafta Марек Мрочковский и министр хозяйства (экономики) Литвы Витас Навицкас.
Выступая в феврале 2008 года в Мажейкяй, где только что было закончено восстановление установки вакуумной дистилляции, пострадавшей во время пожара 12 октября 2006 года, Петр Ковнацкий заявил о планах PKN Orlen развивать собственную сеть розничной торговли автомобильным топливом на Украине.

## Деятельность

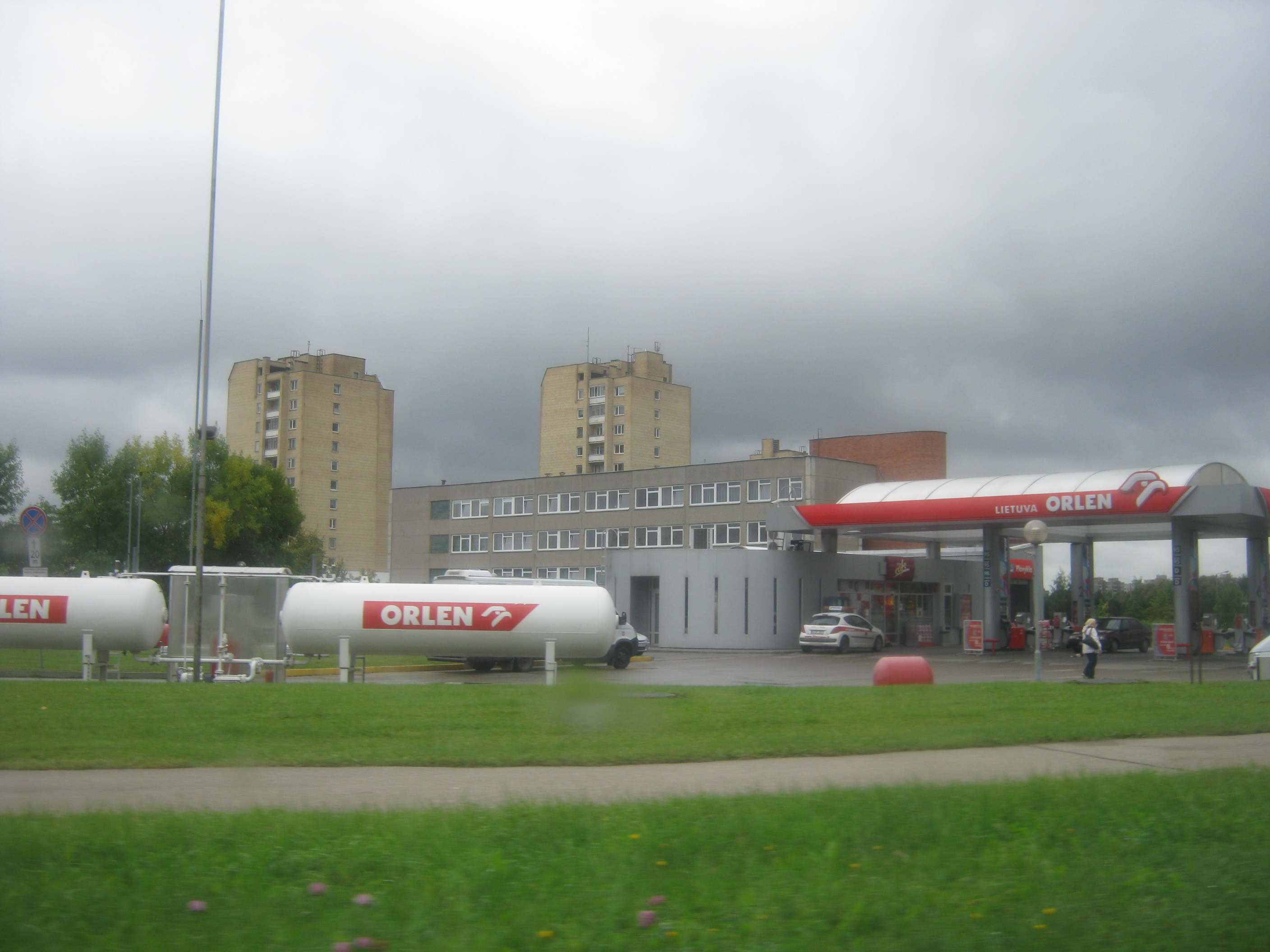
АЗС Orlen Lietuva

В Mažeikių nafta входят Мажейкский НПЗ мощностью 12 млн т. сырья в год и морской нефтяной терминал Бутинге (на побережье Балтийского моря к северу от Паланги) с пропускной способностью 10 млн т. в год. 
Также в компанию входит система литовских магистральных трубопроводов. 
Компания управляет 35 АЗС в Литве.
Вклад компании Orlen Lietuva в ВВП Литвы достигает 2%, а в экспорт — около 20 %.
В 2011 году завод переработал 9,01 млн т. нефти.
В 2012 году доходы Orlen Lietuva составили 8,051 млрд долларов (20,98 млрд литов), а в 2013 году 8,054 млрд долларов (20,213 млрд литов). При этом Orlen Lietuva в этом году получила 80 млн долларов (208,48 млн литов) чистой прибыли, а в 2013 году понесла 94 млн долларов (235,921 млн литов) чистых убытков.
В первом квартале 2014 года переработка нефти на НПЗ сократилась до 60 %, что было связано со «снижением конкурентоспособности продукции»; 
по состоянию на первый квартал 2014 г. Orlen Lietuva имеет задолженность перед Литовской железной дорогой 5 млн литов. Через Бутингский терминал компании в январе-марте было вывезено 1,5 млн т. нефти, что на 37 % меньше, чем за тот же период 2013 года.
Однако, на конец 2014 года снижение объемов переработки составило только 16,3 % по сравнению с 2013 годом. Убытки компании за 2014 год составили 963,5 млн. долларов, что было связано в основном с обесцениванием активов материнской компании.
В 2015 году объёмы переработки выросли с 8 до 9 млн т., но, в связи с мировым падением цен на нефть и нефтепродукты, доход компании снизился с 6,2 млрд долларов (4,7 млрд евро) в 2014 году до 4,1 млрд долларов (3,7 млрд евро) в 2015. Чистая прибыль компании за 2015 год составила 235,9 млн. долларов (213,3 млн евро).
В I квартале 2023 года Мажейкяйский НПЗ работал на 85 % мощности, продал на Украину и в Скандинавию рекордные объёмы продукции, но поскольку сырьё подорожало (из-за отказа от российской нефти) — прибыли сократились на 24 %, чем за тот же период прошлого года.

## Собственники и руководство
53,7 % акций «Mažeikių nafta» до мая 2006 принадлежали голландской дочерней компании ЮКОСа — Yukos International UK-BV, но были проданы за $1,492 млрд польской нефтяной компании PKN Orlen (полностью сделка закрыта в декабре 2006; ЮКОС объявил о желании продать акции литовской компании чтобы привлечь средства, необходимые для расплаты по налоговым долгам); 
ещё 40,66 % акций — у правительства Литвы.
- Президент компании — Марек Мрочковский
- Председатель совета директоров — Нериюс Эйдукявичюс (ранее занимал пост председателя комиссии Государственного фонда имущества Литвы, вице-министра хозяйства Литвы).

## Происшествия
В начале октября 2006 года на предприятии произошёл сильный пожар, уничтоживший одну из ректификационных колонн высотой 50 м. Предварительный ущерб от аварии составил около 54 млн долл. Кроме того, после пожара компании требовалось наполовину меньше сырья, поскольку предприятие работало лишь на 50 % своей мощности.